# Галузін Валентин Володимирович
Валентин Володимирович Галузін (рос. Валентин Владимирович Галузин, 17 червня 1942, Сегліно, Калінінська область — 16 серпня 2004) — російський радянський тубіст і музичний педагог, соліст симфонічного оркестру Ленінградської філармонії.
З 1961 по 1964 рік Валентин Галузін грав в духовим оркестрі Ленінградськиго військового округа. У 1969 році він закінчив Ленінградську консерваторію у класі Боріса Анісімова.
З 1970 Галузін був солістом Заслуженого колективу Росії симфонічного оркестру Ленінградської філармонії. З 1974 року до кінця життя він викладав у Ленінградській консерваторії. Серед його учнів соліст оркестру Маріїнського театру заслужений артист Росії Николай Слепнёв і соліст Санкт-Петербурзької філармонії Валентин Аввакумов.